# Dan Stav

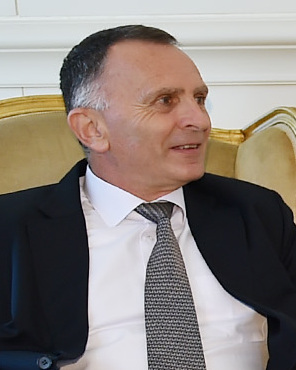
Dan Stav, 2015

Dan Stav (hebräisch דן סתיו, * 8. Mai 1956 in Haifa) ist ein israelischer Diplomat und seit 2015 Botschafter in Aserbaidschan.

## Leben
Stav leistete von 1974 bis 1977 seinen Wehrdienst in den israelischen Streitkräften. 1979 begann er Internationale Beziehungen an der Hebräischen Universität in Jerusalem zu studieren. 1982 erhielt er hierfür einen Bachelor of Arts (B.A.). 1986 folgte ein Master of Arts (M.A.) cum laude. Im November 1984 trat er ins israelische Außenministerium ein, arbeitete von Mai 1986 bis Februar 1989 in dessen Pazifik-Abteilung  und war von Februar 1989 bis August 1992 Pressesprecher der israelischen Botschaft in Den Haag. Stav kehrte nun nach Israel zurück und arbeitete ab September 1992 als Researcher in der Westeuropa-Abteilung des Center for Political Research, einer in Jerusalem gelegenen, dem Außenministerium zugehörigen Einrichtung. Im Juli 1998 wechselte er an die israelische Botschaft in Neu-Delhi, wo er stellvertretender Leiter der diplomatischen Mission wurde. Als solcher war er von Dezember 2002 bis August 2003 Geschäftsträger (ad interim) der Botschaft. Nach verschiedenen Posten im Außenministerium war Stav von 2005 bis 2010 israelische Botschafter in Nepal. Danach wurde erneut im Außenministerium tätig. Am 31. August 2015 wurde er als neuer israelischer Botschafter in Aserbaidschan akkreditiert.
Stav ist verheiratet und hat zwei Kinder.